# Communauté de communes Loire et Sillon
Die Communauté de communes Loire et Sillon  ist ein ehemaliger französischer Gemeindeverband mit der Rechtsform einer Communauté de communes im Département Loire-Atlantique in der Region Pays de la Loire. Sie wurde am 7. Dezember 2001 gegründet und umfasste acht Gemeinden. Der Verwaltungssitz befand sich im Ort Savenay.

## Historische Entwicklung
Mit Wirkung vom 1. Januar 2017 fusionierte der Gemeindeverband mit der Communauté de communes Cœur d’Estuaire und bildete so die Nachfolgeorganisation Communauté de communes Estuaire et Sillon.

## Ehemalige Mitgliedsgemeinden
1. Bouée
2. Campbon
3. La Chapelle-Launay
4. Lavau-sur-Loire
5. Malville
6. Prinquiau
7. Quilly
8. Savenay